# Brilliant (Alabama)
Brilliant es un pueblo del Condado de Marion, Alabama, Estados Unidos. En el censo de 2000, su población era de 762. 

## Demografía
En el 2000 la renta per cápita promedia del hogar era de $ 18.224$, y el ingreso promedio para una familia era de 18.224$. El ingreso per cápita para la localidad era de 14.516$. Los hombres tenían un ingreso per cápita de 28.611$ contra 15.703$ para las mujeres.

## Geografía
Brilliant está situado en 34°1′22″N 87°46′3″O / 34.02278, -87.76750 (34.022764, -87.767372).
Según la Oficina del Censo de los EE. UU., la ciudad tiene un área total de 3.44 millas cuadradas (8.90 km ²).